# D. B. Cooper
Pour les articles homonymes, voir Cooper.
D. B. Cooper est le pseudonyme d'un pirate de l’air qui a détourné le vol 305 de Northwest Orient Airlines le 24 novembre 1971, reliant Portland à Seattle dans le Nord-Ouest des États-Unis. Cooper exigea et reçu une rançon de 200 000 USD, puis sauta en parachute depuis le Boeing 727 en plein vol. 
Le nom de D. B. Cooper est resté dans la culture populaire, mais c'est une erreur relayée par la presse, en effet, il avait embarqué sous nom de Dan Cooper, son identité réelle demeure inconnue. 
Les recherches n’ont pas permis de déterminer précisément où Cooper avait sauté ni d'expliquer ce qui s’est passé après son saut. Seuls ont été retrouvés des billets de la rançon, environ 6 000 USD, échoués sur les rives du fleuve Columbia, et une affichette concernant la sortie de l'escalier arrière de l'avion.
Le 12 juillet 2016, le FBI abandonne officiellement son enquête (du nom de code Norjak) après avoir exploré toutes les pistes crédibles, sans succès,. Mais la nature de la fuite de Cooper et l’incertitude sur ce qui lui est arrivé continuent d'intriguer chercheurs amateurs et opinion publique.

## Le détournement

### Une mallette piégée
À 16 h 35, le 24 novembre 1971, aux États-Unis (la veille de Thanksgiving), un jour de mauvais temps, un homme voyageant sous le nom de Dan Cooper détourne un Boeing 727-051 du vol Northwest Orient Airlines 305, décollé de l’aéroport international de Portland, Oregon, en menaçant de faire exploser une bombe à bord (il porte avec lui une mallette contenant des câbles électriques et des « bâtons rouges »).
Lorsque Cooper prit place à bord de l’avion, celui-ci n'était rempli qu'au tiers, et comptait seulement six membres d’équipage et trente-six passagers. Cooper portait un imperméable noir, des mocassins, un costume d’affaires foncé, une chemise blanche parfaitement repassée, une fine cravate noire et une épingle de cravate nacrée. Il portait également des lunettes de soleil noires.

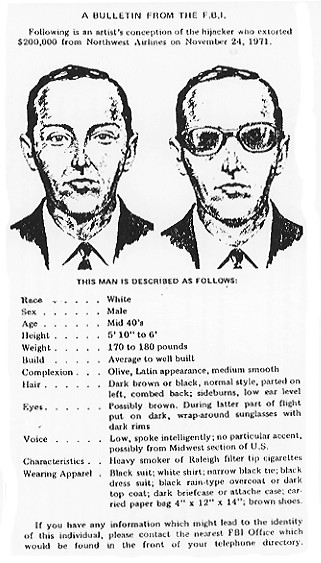
Avis de recherche du FBI pour D. B. Cooper.

### «Vous êtes détournés»
250 kilomètres séparant Portland de la destination, Seattle, le vol ne devait durer que quelques dizaines de minutes. L’avion était à peine dans les airs que Cooper appela une hôtesse de l'air, Florence Schaffner, assise non loin, pour lui tendre une enveloppe. Pensant qu’il lui donnait son numéro de téléphone, elle la glissa, non ouverte, dans sa poche. Cooper se pencha plus près : « Mademoiselle, vous feriez mieux de regarder ce message. J’ai une bombe ». Dans l’enveloppe se trouvait une note qui disait : « J’ai une bombe dans ma mallette. Je m’en servirai si nécessaire. Je veux que vous restiez à mes côtés. Vous êtes détournés ».
Quand l’hôtesse de l’air informa le cockpit des intentions de Cooper, le pilote, William Scott, contacta le contrôle du trafic aérien à Seattle-Tacoma qui prévint la police de Seattle et le FBI. Le président de Northwest Orient, Donald Nyrop, lui demanda de coopérer avec le pirate de l’air. Scott ordonna à Florence Schaffner de retourner s’asseoir près de Dan Cooper, qui entrebâilla sa mallette un instant, suffisamment longtemps pour permettre à Schaffner d’apercevoir des cylindres rouges et des câbles électriques. Il lui ordonna de dire au pilote de ne pas atterrir avant que l’argent et les parachutes qu'il réclamait soient prêts à Seattle-Tacoma. Elle retourna au cockpit pour transmettre les instructions de Cooper.

### Libération des passagers à la suite de l’exécution de ses requêtes
Quand l’avion atterrit à sa destination originellement prévue, l'aéroport international de Seattle-Tacoma près de Seattle, à 17 h 45, il relâcha tous les passagers en échange de 200 000 USD (en coupures de 20 USD) et quatre parachutes (deux principaux ventraux et deux dorsaux de secours), peut-être pour s'assurer qu’aucun des parachutes qui lui étaient remis n'était piégé, étant donné que quatre personnes restaient à bord (le pilote, le copilote, une hôtesse de l’air et lui-même).

Animation simulant le saut de D. B. Cooper (cliquez pour voir l'animation).

À 19 h 45, D. B. Cooper intima à l'équipage de reprendre les airs, lui ordonnant de voler vers Mexico à une altitude relativement basse, environ 10 000 pieds [3 000 m], sans pressurisation, à une vitesse faible (150 nœuds, soit environ 280 km/h), train d’atterrissage et 15 degrés de volets sortis. Le pilote fit remarquer qu'il n'y avait pas assez de carburant pour atteindre Mexico et proposa de faire escale à Reno, ce que D. B. Cooper accepta. Pendant ce trajet, il sauta de l’escalier arrière de l’avion avec deux parachutes et le sac contenant l'argent. Le FBI suppose que son plongeon eut lieu vers 20 h 11 au-dessus du sud-ouest de l'État de Washington, car, à ce moment, l'équipage perçut une très légère modification du centrage de l'appareil. À cause de la mauvaise visibilité, son plongeon ne fut pas remarqué par les deux avions de chasse F-106 de l’US Air Force qui surveillaient l’avion de ligne. Des spécialistes supposent qu'il a atterri au sud-est de la ville d'Ariel, au bord du Lake Merwin, à 48 km au nord de Portland.

## Recherches

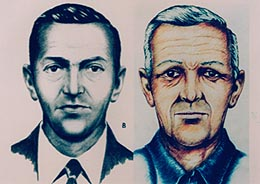
Croquis du FBI esquissant D. B. Cooper en 1971 et ce à quoi il pourrait ressembler plusieurs années plus tard.

Dans l'avion, les enquêteurs retrouvèrent quatre pièces à conviction en relation avec Cooper : une cravate noire à clip, une pince à cravate en nacre, un cheveu sur son appui-tête, et des mégots de cigarette. En 2007, le FBI a reconstitué partiellement l'ADN de Cooper à partir de sa cravate, les autres pièces ayant été détruites entretemps.
En dépit de 18 jours de recherches sur la zone d’atterrissage estimée, aucune trace de l’homme ou de son parachute n’a jamais été trouvée, et on ne sait même pas s’il a survécu à sa fuite.
En 1978, un chasseur retrouva une affichette concernant la sortie de l'escalier arrière du Boeing 727 environ 13 miles (21 km) à l'est de Castle Rock, Washington, sur la route suivie par l'avion détourné.
Le 13 février 1980, 5 800 USD (en coupures de 20 USD) de la rançon furent trouvés par une famille qui pique-niquait à 8 km au nord-ouest de Vancouver (Washington) sur les rives du fleuve Columbia. On a su que les coupures provenaient de la rançon remise à Cooper parce que les numéros de série des billets correspondaient à ceux enregistrés par les autorités, dans le but de le traquer et de l’appréhender dans l’éventualité où il aurait cherché à les dépenser ou les déposer. Cette découverte a suscité de nombreuses hypothèses et rumeurs.
En 2012, une femme affirme être la nièce de D. B. Cooper.
Le 12 juillet 2016, le FBI déclara improbable la résolution de cette enquête, annonça la fin de ses recherches, 44 ans après le début de l'enquête, et rendit public les 66 volumes de son dossier. Mais journalistes, enthousiastes, enquêteurs professionnels et détectives amateurs continuent d'élaborer de nombreuses théories sur l'identité de Cooper et ce qu'il est devenu.

## Suspects
Le FBI interrogea puis relâcha un homme du nom de Daniel B. Cooper, qui ne fut jamais considéré comme un suspect significatif. Cependant, à cause d’une mauvaise communication avec les médias, les initiales « D. B. » sont restées fermement associées au pirate de l’air et c’est ainsi qu’il est resté connu.

### Richard McCoy, Jr.
Un des détournements de 1972 a été mené par un certain Richard McCoy, Jr. le 7 avril 1972, quatre mois après le détournement de D. B. Cooper, McCoy embarqua sur le vol United Flight 855 pendant une escale à Denver. C’était un Boeing 727 avec un escalier arrière, du même type que celui utilisé dans l’affaire Cooper, que McCoy utilisa pour s’échapper après avoir donné à l’équipage des instructions semblables à celles de Cooper.
Après avoir reçu des informations, la police commença à enquêter sur le cas McCoy. Marié, ayant deux jeunes enfants, il était professeur de catéchisme mormon et étudiait le droit à l’université Brigham Young. Il était aussi vétéran de la guerre du Viêt Nam, ancien béret vert, pilote d’hélicoptère et parachutiste.
Après comparaison de ses empreintes digitales aux relevés et analyse graphologique de son écriture, McCoy fut arrêté deux jours après le détournement. Curieusement, McCoy faisait partie des équipes de la Garde nationale américaine participant à la recherche en hélicoptère du pirate de l’air. À son domicile, les agents du FBI trouvèrent une tenue de parachutiste et un sac de toile rempli de 499 970 USD en espèces. McCoy clama son innocence, mais fut condamné pour un autre détournement en 1972 et écopa d'une peine de 45 ans de prison.
Une fois incarcéré, profitant du fait qu’il avait accès au cabinet dentaire de la prison, McCoy fabriqua un faux pistolet à l’aide de pâte dentaire. En août 1974, il s’échappa avec plusieurs autres condamnés après avoir volé un camion poubelle et défoncé l’entrée principale de la prison avec. Le FBI parvint à le localiser trois mois plus tard, en Virginie. Lors de la confrontation, McCoy tira sur les agents du FBI, et l’agent Nicholas O’Hara le tua avec un fusil de chasse.
D. B. Cooper : The Real McCoy, coécrit par un ancien agent du FBI du nom de Russell Calame, a été publié en 1991. Le livre soutient la thèse suivant laquelle Cooper et McCoy étaient la même personne, en s’appuyant sur la similitude des méthodes employées lors des deux détournements et sur une cravate oubliée par Cooper, semblable à celles portées par les étudiants de l'université Brigham Young. L’auteur soutient que McCoy « n’a jamais admis ni nié être Cooper » ; lorsqu’on avait demandé à McCoy s’il était Cooper, il avait répondu : « Je ne veux pas en parler avec vous. ». L’agent qui a tué McCoy aurait déclaré : « Lorsque j’ai tué Richard McCoy, j’ai tué D. B. Cooper au même moment. » La veuve de Richard McCoy, Karen Burns McCoy, a intenté et gagné un procès contre les coauteurs du livre et contre son éditeur.

### Duane Weber
En juillet 2000, U.S. News & World Report publia un article à propos d’une veuve de la ville de Pace en Floride, appelée Jo Weber, proclamant que son défunt mari, Duane Weber, lui aurait avoué « Je suis Dan Cooper » juste avant sa mort en 1995. Intriguée, elle commença à effectuer des recherches sur le passé de son mari.
Duane Weber a servi dans l’armée américaine durant la Seconde Guerre mondiale et plus tard dans une prison près de l’aéroport de Portland. Elle se rappela que son mari avait eu une fois un cauchemar où il parla pendant son sommeil d'un saut à partir d’un avion et dit « avoir laissé [s]es empreintes sur l’escalier arrière ». Elle a une fois trouvé un vieux billet d’avion dans ses papiers au nom de la compagnie Northwest Airlines qui indiquait SEA-TAC (indicatif de l'aéroport de Seattle-Tacoma). Elle se rappela que, peu avant sa mort, Duane lui avait révélé qu’une vieille blessure au genou lui était arrivée en « sautant d’un avion ».
Weber se rappela aussi des vacances en 1979 que le couple avait pris vers Seattle, « un voyage sentimental » selon Duane, avec une promenade vers le fleuve Columbia. Elle se rappela comment, bizarrement, Duane a marché, tout seul, vers la rive du fleuve, seulement quatre mois avant qu’une partie de l'argent comptant de Cooper soit trouvée dans le même secteur.
Une des plus convaincantes pièces à conviction que Weber produisit était le fait qu’elle avait trouvé un livre sur l’affaire Cooper à la bibliothèque locale, sur lequel elle trouva des annotations à l’intérieur correspondant à l’écriture manuscrite de son mari. Elle commença à correspondre avec l’agent du FBI Ralph Himmelsbach, l’enquêteur en chef sur l’affaire Cooper. Himmelsbach a reconnu que Weber était l’un des meilleurs suspects sur lesquels il ait enquêté.
La ressemblance entre le portrait-robot et les photographies de Duane Weber n'est pas considérée comme concluante, mais récemment[Quand ?] un logiciel d’identification faciale a été utilisé sur 3 000 photographies (y compris celles de Weber et de deux autres suspects), et l’a évaluée comme « la meilleure correspondance » des 3 000[réf. nécessaire].

### John List
En 1971, le « tueur de masse » John List fut considéré comme suspect dans l’affaire D. B. Cooper, qui se produisit juste après qu’il eut tué sa famille. L’âge de List, les traits physiques de son visage et sa corpulence étaient semblables à ceux du mystérieux pirate de l’air. Cooper sauta de l’avion détourné avec 200 000 USD, la même somme que le total des dettes de List. De sa prison, List a énergiquement nié être Cooper, et le FBI ne le considère plus comme un suspect.

## Mesures prises
Lors de 15 des 31 détournements d'avion survenus en 1972 aux USA, le pirate de l'air avait demandé des parachutes en plus de la rançon, et cinq avaient réussi comme Cooper à sauter en parachute (tous ayant été arrêtés peu après). La FAA ordonna que tous les Boeing 727 soient munis d'un mécanisme aérodynamique qui empêche l’escalier arrière d’être abaissé pendant le vol, connu sous le nom d'aile de Cooper, et que la porte du cockpit de tous les avions soient munies d'un judas permettant aux pilotes de surveiller la cabine.

## Culture populaire

### Bandes dessinées
- Le pseudonyme choisi par le pirate de l'air, Dan Cooper, pourrait avoir été inspiré du héros de bande dessinée belge Dan Cooper, pilote canadien né sous le crayon d'Albert Weinberg, alors même que cette BD n'a ni été traduite en anglais ni importée aux États-Unis[20] , ce qui mènerait à une piste canadienne.
- Une édition de la bande dessinée The Far Side montre un homme en parachute tenant une mallette en train d’atterrir dans la « ferme de Ben & Vera Rottweiler ». La légende dit : « La fin non racontée de D. B. Cooper ».
- Une bande dessinée de Dilbert présente les restes de D. B. Cooper dans le « musée de l’Étrange et du Fantastique de Dogbert ».
- Il apparaît dans le comics Elsewhere directement dans l'issue 1 en se présentant comme Dan Cooper.

### Filmographie
- En 1981 a été diffusé 200 000 dollars en cavale[21], un film avec Treat Williams dans le rôle de Cooper et Robert Duvall dans le rôle d’un officier de police le traquant.
- Dans le film Jusqu'au cou (2004), trois amis partent à la recherche du trésor de D. B. Cooper.
- Un film indépendant, The Skyjacker (2008), réalisé par l'Américain Jeff Pickett, s'inspire largement de cette affaire[22].

### Télévision
- À la fin des années 1980, une série télévisée américaine, Unsolved Mysteries, a présenté un épisode émettant l’hypothèse que le portrait-robot élaboré par le FBI était mauvais et qu’ils l’ont fait à nouveau dessiner. Ils en ont conclu que le pirate de l’air était McCoy.
- Dans la série télévisée Twin Peaks (1990), le personnage principal est nommé Dale Cooper et ressemble au portrait robot de D. B. Cooper[23].
- Une chaîne de FOX a diffusé le film The Search for D. B. Cooper[24].
- Dans la série télévisée Prison Break (2005) de la FOX, le personnage Charles Westmoreland est suspecté par ses camarades détenus d’être D. B. Cooper lors de la saison 1. Après l’avoir nié à plusieurs reprises pendant la première saison, Westmoreland admet finalement qu’il est Cooper et que la rançon avec laquelle il s’est enfui est de 5 millions de dollars américains. Cependant, le vrai D. B. Cooper est censé s’être enfui avec seulement 4 % de cette somme (Westmoreland explique que le FBI a menti au sujet du montant réel de la rançon avec laquelle Cooper s’est enfui afin d’éviter une humiliation publique). En outre, Westmoreland prouve au personnage principal qu’il est bien Cooper en lui montrant un billet de 100 USD avec un numéro de série correspondant à ceux utilisés pour le paiement de la rançon ; cependant, la rançon fut payée avec des billets de 20 USD. Le fait que le billet de 100 USD est daté de 1972, une année après le détournement constitue une autre erreur. La quête de l'argent de D. B. Cooper occupe une place importante dans l'intrigue de la saison 2.
- En 2009, dans la série Breaking Bad (Saison 2, épisode 8), quand Walter White rentre dans le bureau de Saul Goodman en portant une casquette et des lunettes pour cacher son identité, ce dernier lui demande ironiquement : « Oh mais regardez-vous, est-ce que j'appelle le FBI pour leur dire qu'on a retrouvé D. B. Cooper ? »
- En 2010, dans la série Numb3rs, l'épisode Les Cicatrices du passé (Old Soldier)[25] tourne autour du mystère D. B. Cooper et en apporte une solution, en détaillant les circonstances du détournement et ce qui est arrivé à l'argent (dans l'épisode, le montant est d'un million, soit 5 fois supérieur à ce qui a été déclaré par le FBI).
- En 2012, l'intrigue de l'épisode The D.B. Cooper Job de la cinquième saison de la série télévisée Leverage tourne autour de la recherche de Cooper.
- En 2014, certaines théories expliquent que la saison finale de Mad Men indique que Don Draper est D.B. Cooper, en s'appuyant sur les nombreuses similitudes entre les deux personnages, leur nom et surtout le teaser de la saison 7 qui montre Don Draper descendant d'un avion[26],[27].
- En 2021, le personnage de Loki de la série éponyme est révélé comme vrai visage de D.B. Cooper dans l'Univers cinématographique Marvel[28]. Dans l'épisode 1, Loki lui même dit que c'était un gage donné par son frère Thor et a sauté de l'avion en appelant Heimdall pour rentrer à Asgard via le Bifröst.
- En 2022, Netflix sort une mini-série documentaire en quatre épisodes intitulée « D. B. Cooper : Où est le pirate de l'air ? » (D.B. Cooper: Where Are You?!) retraçant le détournement et la quête de la véritable identité de D.B. Cooper[29].

### Émission radiophonique
- « Qui est Dan Cooper ? » le 29 septembre 2014 dans L'Heure du crime de Jacques Pradel sur RTL.
- Fabrice Drouelle, « Le mystère DB Cooper », émission de 53 min [], sur France Inter, Affaires sensibles, 9 novembre 2021 (consulté le 10 novembre 2021).

### Commémoration
- La communauté d’Ariel (comté de Cowlitz) commémore l’incident par une célébration annuelle appelée D.B. Cooper Day party[30].

### Musique
- Le chanteur-compositeur natif de l’Oregon Todd Snider (en) a fait une chanson sur ce mystère ayant pour titre D. B. Cooper.
- Le chanteur-compositeur Chuck Brodsky (en) a inclus une chanson ayant pour titre The Ballad of D. B. Cooper dans son album de 2006, Tulips for Lunch.
- Le chanteur de rap Kid Rock y fait une référence dans ses paroles « And for D.B. Cooper and the money he took » dans sa chanson de 1998 Bawitdaba.
- Le chanteur underground de hip-hop MF DOOM se compare à D. B. Cooper dans sa chanson Hoe Cakes, de l’album MM..Food LP (2005) : « Average MCs is like a TV blooper. MF DOOM, he's like D.B. Cooper - out with the moolah ».
- L’album solo homonyme de Roger McGuinn (chanteur de The Byrds) de 1973 contient la chanson Bag Full of Money se rapportant au détournement de Cooper : « In the course of Korea I learned how to jump, In the card game of life I was holding a trump, Floating I'm floating on down through the sky, Never had no ambition to learn how to fly, Be glad when it's over be happy to land, With this bag full of money I've got in my hands » (qui peut se traduire à peu près par « En vol pour la Corée, J’ai appris comment sauter, Dans le jeu de la vie, Je possédais un atout, Je flotte, Je flotte à travers le ciel, Mais n’ai jamais eu l’ambition d’apprendre à voler, Serai content quand ça sera fini, Heureux d’atterrir, Avec ce sac plein d’argent que j’ai dans les mains »).
- D. B. Cooper, un groupe new wave, a réalisé trois albums au début des années 1980.
- Le groupe Senses Fail a écrit une chanson ayant pour titre DB Cooper dans leur album Life Is Not a Waiting Room.
- L'artiste compositeur-interprete Independent Cyclope Espion a écrit une chanson intitulée "D.B. Cooper" qui se trouve sur l'album Friday Night Epitaph sorti en 2017 et disponible sur le label 201a Records.